# Alopiinae
Alopiinae zijn een onderfamilie van Gastropoda (slakken) uit de familie van de Clausiliidae.

## Taxonomie
De volgende taxa zijn bij de onderfamilie ingedeeld:
- Tribus Alopiini A.J. Wagner, 1913
  - Geslacht Alopia H. Adams & A. Adams, 1855
  - Geslacht Herilla H. Adams & A. Adams, 1855
  - Geslacht Montenegrina O. Boettger, 1877
  - Geslacht Protoherilla A.J. Wagner, 1921
  - Geslacht Protriloba H. Nordsieck, 2014 †
  - Geslacht Triloba Vest, 1867
- Tribus Cochlodinini Lindholm, 1925 (1923)
  - Geslacht Cochlodina A. Férussac, 1821
  - Geslacht Macedonica O. Boettger, 1877
- Tribus Delimini R. Brandt, 1956
  - Geslacht Barcania R. Brandt, 1956
  - Geslacht Charpentieria Stabile, 1864
  - Geslacht Delima W. Hartmann, 1842
  - Geslacht Dilataria Vest, 1867
  - Geslacht Papillifera W. Hartmann, 1842
- Tribus Medorini H. Nordsieck, 1997
  - Geslacht Agathylla H. Adams & A. Adams, 1855
  - Geslacht Albinaria Vest, 1867
  - Geslacht Carinigera Möllendorff, 1873
  - Geslacht Cristataria Vest, 1867
  - Geslacht Inchoatia E. Gittenberger & Uit de Weerd, 2006
  - Geslacht Isabellaria Vest, 1867
  - Geslacht Lampedusa O. Boettger, 1877
  - Geslacht Leucostigma A.J. Wagner, 1919
  - Geslacht Medora H. Adams & A. Adams, 1855
  - Geslacht Muticaria Lindholm, 1925
  - Geslacht Strigilodelima A.J. Wagner, 1924
  - Geslacht Vallatia E. Gittenberger & Uit de Weerd, 2006